# 永久凍土炭素循環

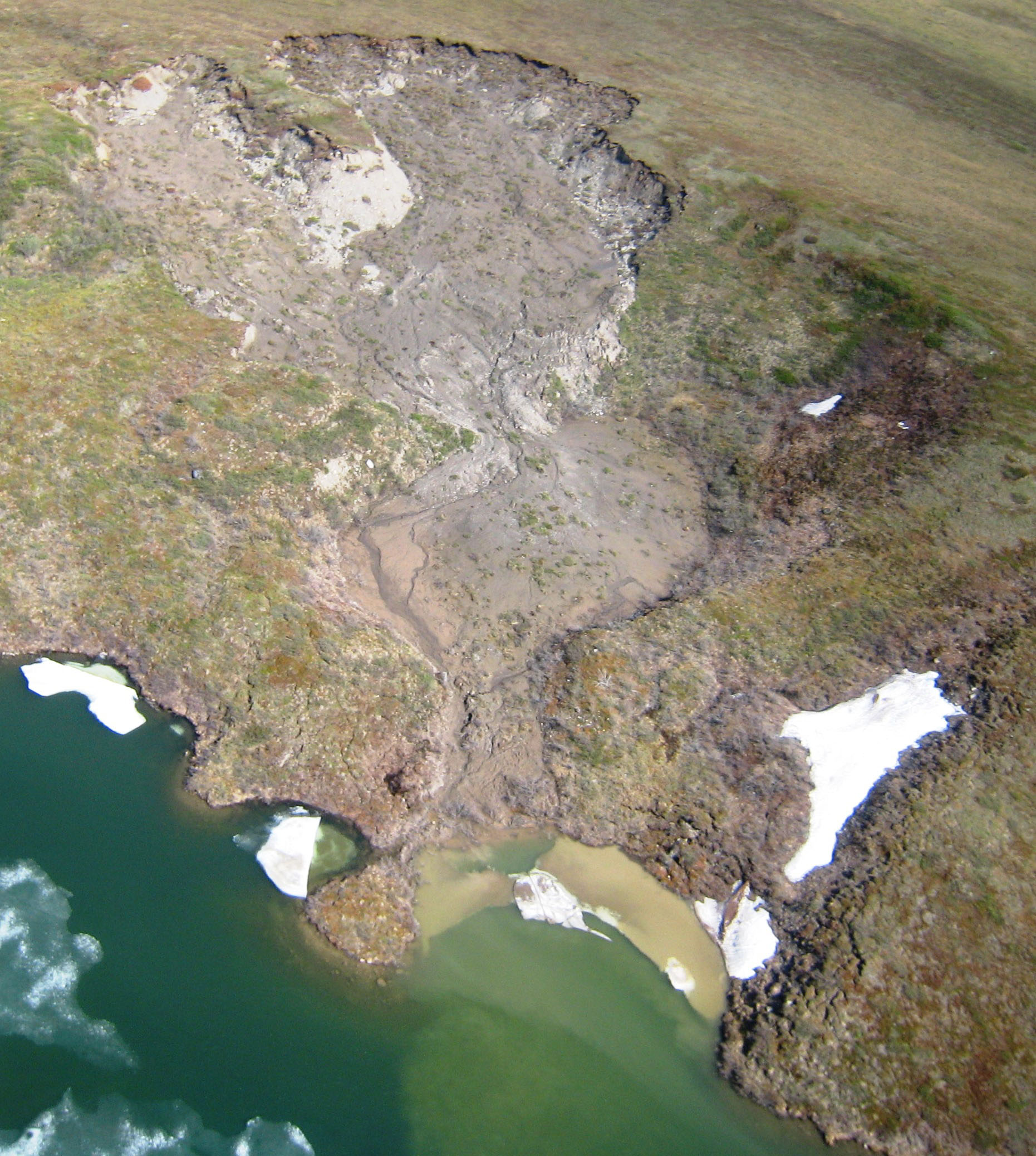
永久凍土が融解・崩壊してメタン供給源であるサーモカルストが形成されている様子

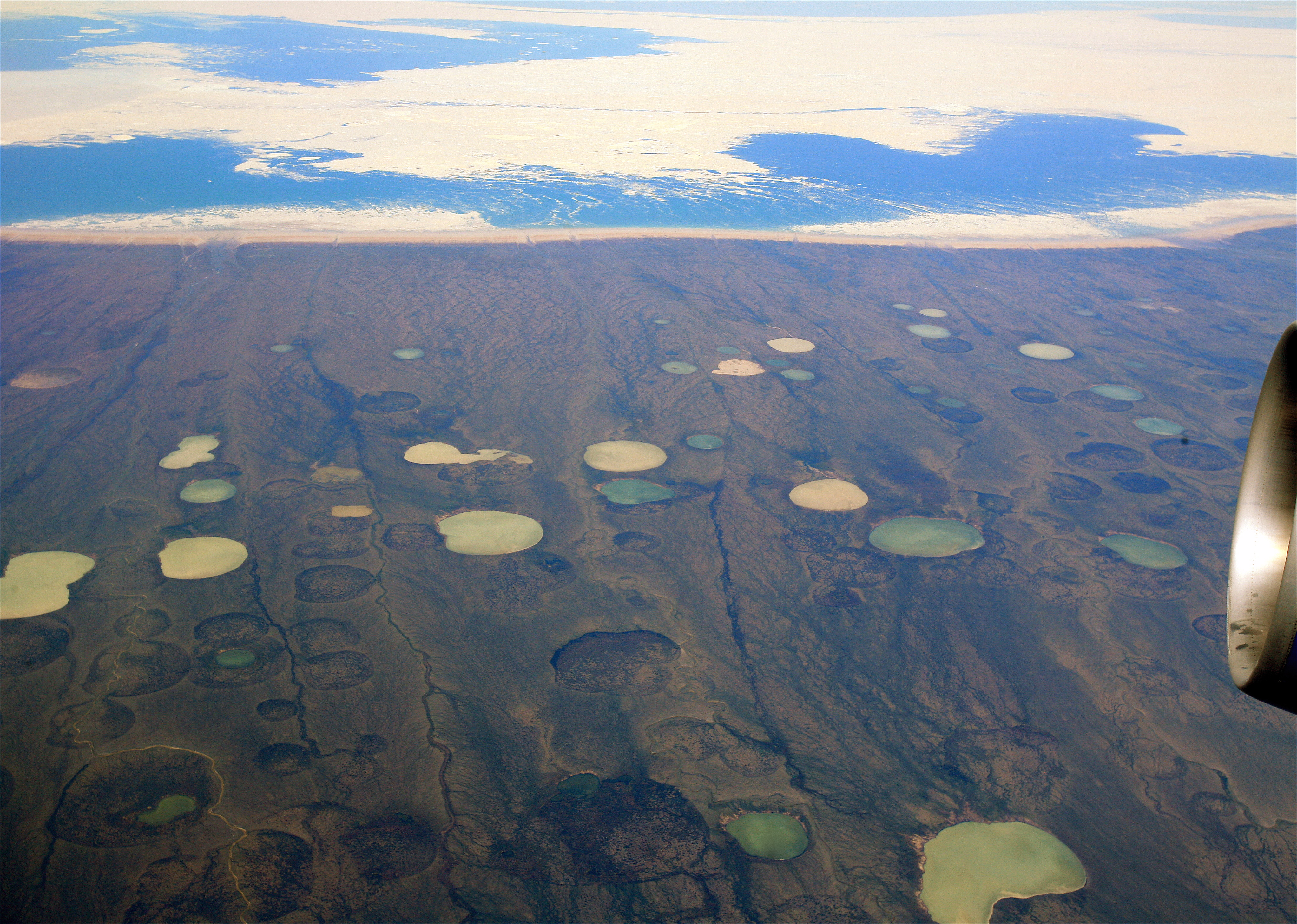
永久凍土が融解して生じた池、カナダ北部バフィン島

永久凍土炭素循環（えいきゅうとうどたんそじゅんかん、英：Permafrost carbon cycle）は全地球規模の炭素循環のうちの一つである。永久凍土は、少なくとも2年連続で0℃以下の温度を維持する地下物質と定義される。永久凍土の土壌は長期間凍結したままであるため、その間に大量の炭素やその他の栄養素を凍結した構造内に蓄積する。永久凍土は大規模な炭素貯蔵庫であり、地球上の陸域炭素貯蔵庫を決定する初期の研究ではしばしば見落とされてきた。しかし2000年代の初めからこのテーマへの関心が大幅に高まり、一般の関心と科学研究の成果の両方が飛躍的に増加した。
永久凍土の炭素循環は、炭素が永久凍土の土壌から陸上の植生や微生物、大気へ移動し、再び植生を経て、最後に再び凍結プロセスによる埋没や堆積を通じて永久凍土の土壌へ戻るプロセスである。その炭素の一部は地球規模の炭素循環を通じて海洋や地球の他の地域へと移動する。この循環には、陸域成分と大気の間での二酸化炭素とメタンの交換、および炭素の陸域と水域の間でのメタン・溶存有機炭素・溶存無機炭素・粒子状無機炭素・粒子状有機炭素の移動が含まれる。
しかし温暖化により永久凍土が融解してしまうとそこからの炭素放出は不可逆的であり、たとえ気温の上昇が逆転しても数世紀にわたって再び永久凍土には戻らない。このため永久凍土融解は地球温暖化の「時限爆弾」と言われ、気候システムにおけるティッピングポイントとされている。
この項では北極圏の永久凍土を扱う。南極圏にも永久凍土は存在するが北極圏に比べてはるかに少ない。しかし温暖化により永久凍土が融解し土壌の侵食や植生の変化を引き起こすことは北極圏と同様である。

## 永久凍土への炭素貯蔵
一般的に土壌は陸上生態系における最大の炭素貯蔵庫であり、これは永久凍土の下にある北極圏の土壌にも当てはまる。2003年の研究は北部および中緯度の土壌データベースを使用して、クリオソル（土壌表面から2メートル以内に永久凍土を含む土壌）の炭素蓄積量を評価した。永久凍土の影響を受ける土壌は地球の陸地面積の約9%を占めるが、土壌有機炭素の25%から50%を貯蔵しており、永久凍土の土壌が重要な貯留炭素であることを示している。これらの土壌は大量の炭素を含むだけでなく、凍結撹拌や寒冷プロセスを通じて炭素隔離する。

### 貯蔵の過程
永久凍土自体が炭素を生産するわけではない。陸上の植生由来の有機炭素が土壌層に取り込まれ最終的に永久凍土に組み込まれることで、効果的に貯蔵される。永久凍土は気候変動に対してゆっくりと反応するため、炭素貯蔵は炭素を大気中から長期間隔離する役割を果たす。放射性炭素年代測定技術により、永久凍土内の炭素がしばしば数千年前のものであることが明らかになっている。永久凍土における炭素貯蔵は主に以下の２つのプロセスによる。
最初の炭素捕捉プロセスは同時成長型永久凍土の形成（syngenetic permafrost growth）である。このプロセスは、永久凍土・活動層・生物圏・大気の間での厚さやエネルギー交換が一定である活動層（季節的に融解と凍結を毎年繰り返す薄い土壌層）の存在によって生じ、結果として土壌表面の高度が垂直に上昇する。土壌の蓄積は、風成堆積や河川堆積、または泥炭形成の結果である。泥炭の蓄積速度は最大0.5ミリメートル/年に達し、堆積作用による上昇は0.7ミリメートル/年に及ぶことがある。最終氷期最盛期に豊富な黄土堆積によって形成された厚いシルト層は、エドマ（yedoma）と呼ばれる炭素に富む土壌を形成する。この過程が進行するにつれて、堆積した有機物質と鉱物質の土壌は、永久凍土の表面が上昇するにつれて永久凍土内に取り込まれる。
2つ目のプロセスは凍結撹拌であり、凍結と融解のサイクルによって土壌が混合される現象である。凍結撹拌は炭素を表層から土壌の深部へと移動させる。霜隆（凍上）は最も一般的な凍結撹拌の形態である。最終的に表面に由来する炭素は活動層の深部へと移動し、永久凍土に組み込まれる。凍結撹拌と堆積作用が相互に作用することで、炭素の貯蔵率はさらに増加する。

### 現在の推定炭素量

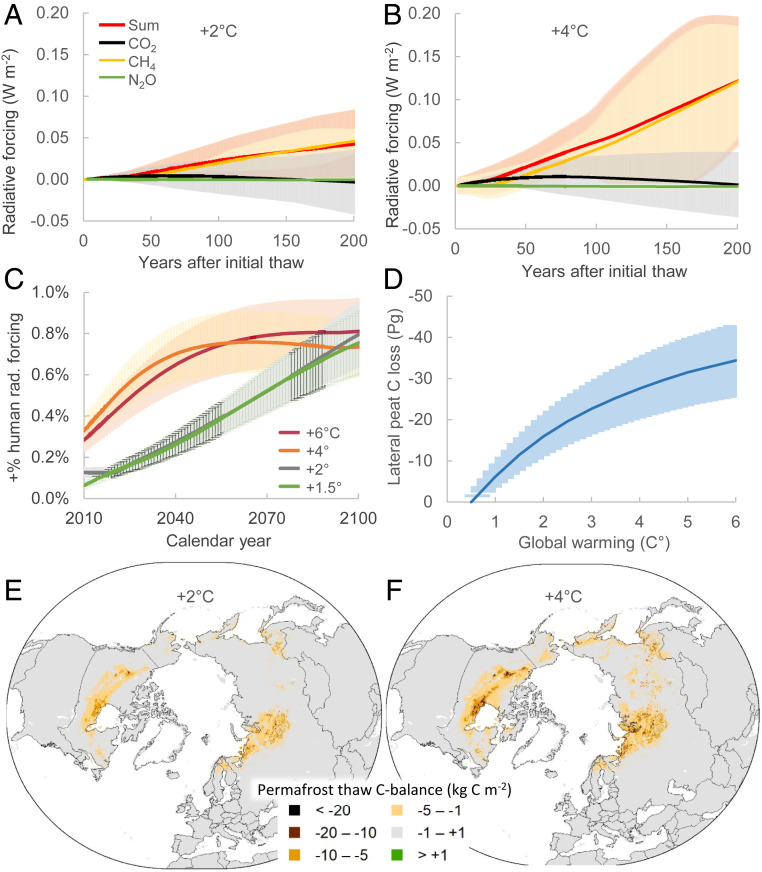
異なる地球温暖化安定化シナリオ下における泥炭地永久凍土の融解による温室効果ガス流出と放射強制力の予測：（A と B）2℃ および 4℃ の地球温暖化による200年間にわたる温室効果ガス流出からの放射強制力の予測。（C）今世紀の人為的温室効果ガス排出により追加される泥炭地からの放射強制力量推移。（D）温暖化上昇温度と永久凍土融解から推定される泥炭炭素の水系への総損失量の関係。 (E と F) 地球温暖化2℃ と4℃ における、活動層の深化と若いサーモカルストの解凍開始後の泥炭地の炭素損失量。

北極圏の永久凍土地域における総土壌有機炭素（SOC）ストックは約1,460～1,600ギガトンと推定されている（1 ギガトン ＝10億トン）。チベット高原の炭素含有量を含めると北半球の永久凍土における総炭素貯蔵量は約1,832ギガトンに達すると考えられており、これは現在の大気中の炭素量の2倍以上に相当する。
一般に永久凍土の土壌層は、0～30センチメートル、0～100センチメートル、1～300センチメートルの3段階で扱われる。最上層（0～30センチメートル）には約200ギガトン、0～100センチメートルの地層には約500ギガトン、0～300センチメートルの地層には約1,024 ギガトンの有機炭素が存在すると見積もられ、これらは永久凍土の炭素貯蔵量をそれまで知られていた値の2倍以上に増加させた 。
さらにシベリア全域や北米の孤立した地域に分布する炭素に富む黄土堆積物であるエドマには400ギガトンの炭素が含まれ、北極圏全体に分布する三角州堆積物には240ギガトンの炭素が含まれている。しかもこれらは上記で炭素貯蔵量が見積もられた300センチメートルよりもさらに深い層に存在することが多い。
近年までの気候モデルや地球規模の炭素収支にはこれら永久凍土炭素は考慮されていなかった。永久凍土にそれまで未知であった莫大な炭素が蓄積されていることが明らかになり、温暖化に関連して多くの新たな憂慮が生じている。

## 永久凍土からの炭素放出
炭素は常に土壌・植生・大気の間で循環している。気候変動により北極圏全体の年間平均気温が上昇すると、永久凍土の融解が進み活動層が深くなる。その結果数十年から数千年にわたって蓄積されていた古い炭素が生物学的プロセスにさらされ、大気中に放出される。一般的に地表300センチメートル以内の永久凍土の体積は、地球の気温が1℃上昇するごとに約25%減少すると予測されている:1283。
IPCC第6次評価報告書によると、近年の地球温暖化が永久凍土の温度上昇を広範囲に引き起こしていることはほぼ確実である:1237。観測された温暖化は、北アラスカの一部では最大3℃（1980年代初頭～2000年代半ば）、ロシア北欧地域では最大2℃（1970～2020年）に達する。また21世紀を通じてヨーロッパおよびロシアの北極圏、および1990年代以降のヨーロッパとアジアの高地地域では、活動層の厚さが増加している:1237。カナダユーコンでは正確な記録としては過去30年分しかないが、連続永久凍土の分布域が1899年以降約100キロメートル北方向へ移動した可能性がある。モデル予測の高い一致・基礎的なプロセスの理解・古気候的証拠に基づくと、地球温暖化が進むにつれて永久凍土の範囲と体積が縮小し続けることはほぼ確実である:1283。

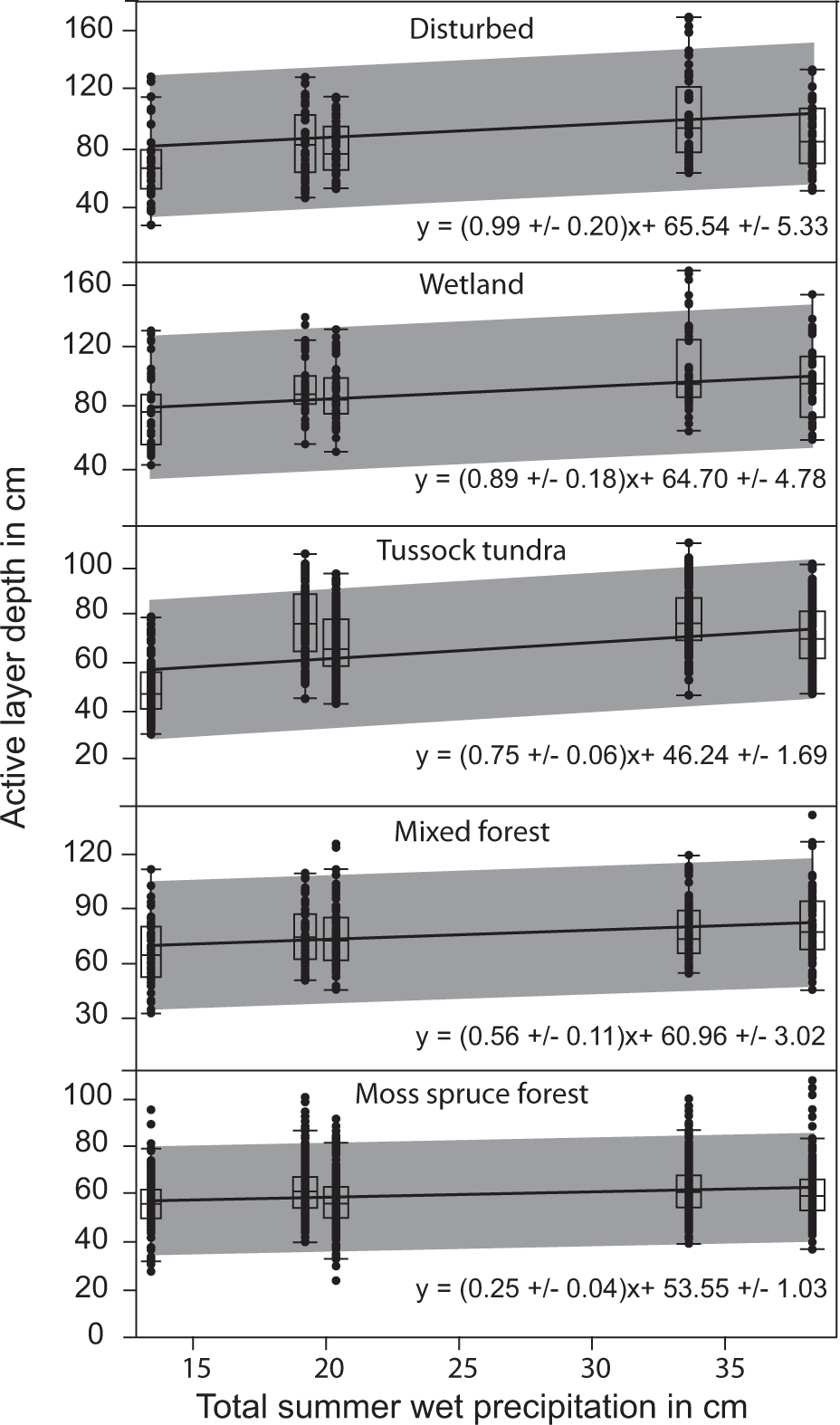
夏の降水量が増加すると、北極圏の永久凍土地帯では融解が進み活動層となる深さが増す。

永久凍土の融解による炭素放出はさらなる温暖化を引き起こし、永久凍土の融解を加速させる正の気候変動フィードバックをもたらす。さらに温暖化は北極圏の水循環を強化し、より多くの暖かい雨が降ることで永久凍土の融解がさらに深くなる。炭素放出量は、融解の深さ・融解した土壌内の炭素含有量・環境の物理的変化・および土壌内の微生物や植生の活動によって決まる。
古い永久凍土炭素を再活性化し大気中に放出する主なプロセスは微生物の呼吸である。有機土壌（永久凍土を含む）における微生物分解の速度は、土壌温度・水分量・栄養素と酸素の供給量といった環境要因によって決まる。特に一部の永久凍土土壌には酸化鉄が高濃度で含まれており、微生物の呼吸を抑制し炭素の移動を防ぐことができるが、この保護効果は鉄還元細菌によって炭素が酸化鉄から分離されるまでの間に限られ、通常環境下では時間の問題である。土壌の種類によっては、鉄(III)酸化物がメタンの酸化を促進し二酸化炭素へと変換する働きを持つ一方で、アセト栄養生物（acetotrophs、酢酸を代謝できる生物）によるメタン生成を促進する可能性もある。これらの土壌プロセスは、まだ完全には解明されていない。
現時点では永久凍土に大量の炭素が蓄積されてはいるが、これらの貯留炭素全体が動員され大気中に放出される可能性は低い。気温が上昇しても、永久凍土の完全な消失や貯留炭素全体の動員を意味するわけではない。永久凍土の下にある地層の多くは、気温の上昇により融解深度が増したり、サーモカルスト化や永久凍土の劣化が進んだりしても凍結したままである。また永久凍土を覆う鉱物質の砂層に多く含まれている鉄やアルミニウムなどの元素が、一部の動員された土壌炭素を大気中へ放出される前に吸着する可能性もある。
1993年の研究では、ツンドラは1970年代末までは炭素吸収源であったがすでに炭素排出源へと転換してしまっており、2019年のArctic Report Cardは、北極圏永久凍土は年間0.3～0.6ギガトンの炭素を放出していると推定した。同年の別の研究は、年間炭素排出量1.66ギガトン炭素（冬季：10月～4月）と成長期の植生による炭素吸収量1ギガトン炭素、正味で0.6 ギガトン炭素排出であると結論づけ、今後RCP 4.5（温室効果ガス排出が今後20年以内にピークを迎え、その後ゆるやかに減少するシナリオ）では、2100年までの冬季の二酸化炭素排出量が17%増加、RCP 8.5（温室効果ガス排出が加速し続けるシナリオ）では41%増加と見積もった。
考慮すべきは、炭素が二酸化炭素またはメタンとして放出される可能性が両方ともあるため、炭素放出量の推定値だけでは永久凍土融解が気候変動に与える影響を完全には表せないことである。生物学的には好気呼吸は二酸化炭素を放出し嫌気呼吸はメタンを放出する。これは大きな違いであり、メタンの地球温暖化係数は20年間で二酸化炭素の約80倍、100年間でも28～40倍である。

### 二酸化炭素排出

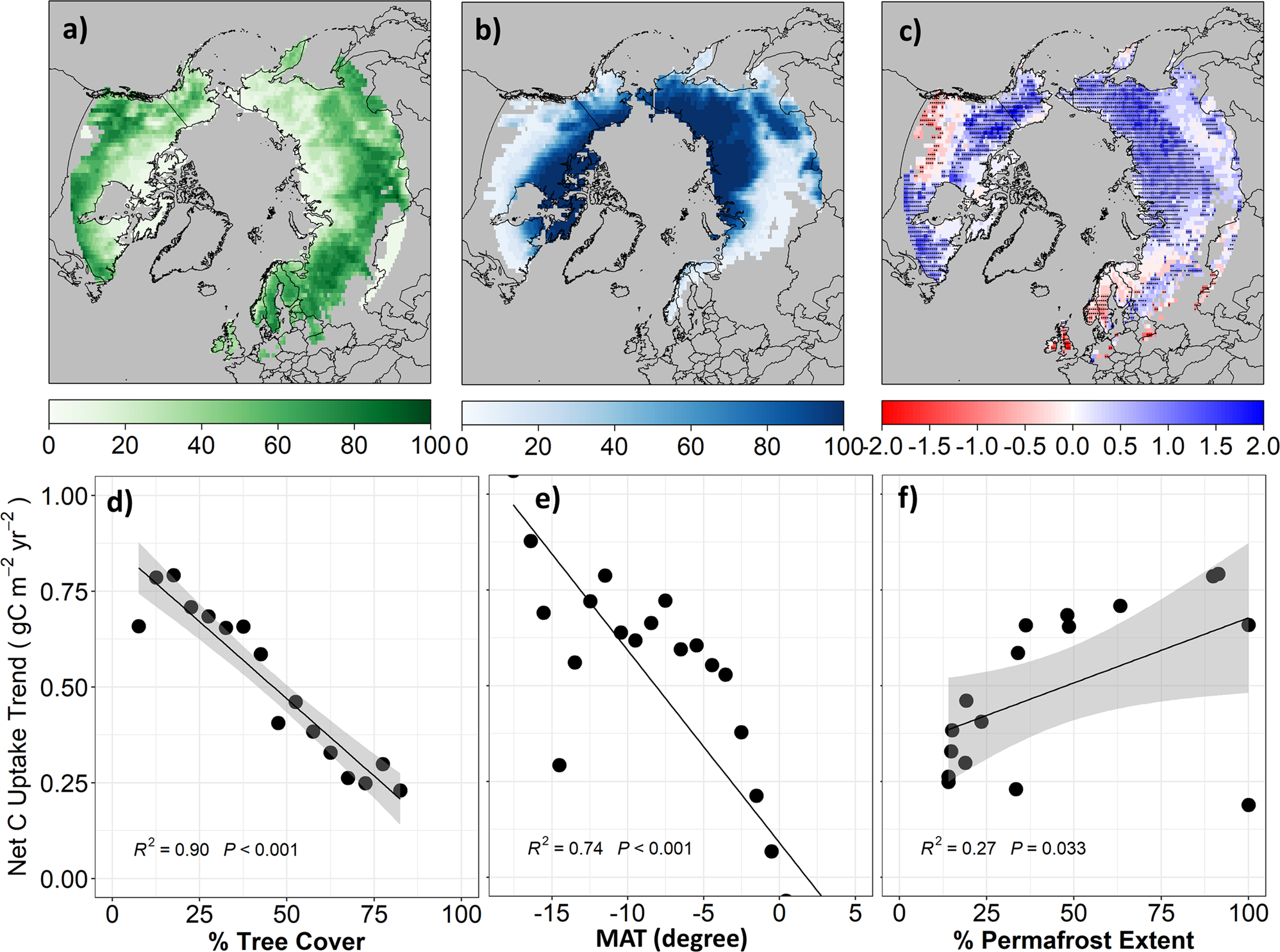
2019年の研究によると1980年から2017年にかけて、北緯50度以上全体で樹木被覆率が低く永久凍土面積が大きい地域で、正味の二酸化炭素吸収量がより速く増加しており、そのほとんどはツンドラの低木とイネ科植物が優勢な永久凍土地域であった。

ほとんどの永久凍土土壌は好気性環境であり、微生物の好気性呼吸が活発に行われる。そのため永久凍土からの炭素放出の大部分は二酸化炭素であり、北極圏全体の炭素排出においても二酸化炭素が圧倒的に多い。観測される二酸化炭素排出が、主に古代の炭素（数千年前に蓄積された有機物）の微生物呼吸によるものなのか、それとも現代の炭素（落ち葉など）の分解が増加した結果なのかについては、議論が続いている。2020年代初頭に発表された研究によると、植物が成長する春から夏にかけては微生物は主に現代の炭素源を消費し呼吸する。しかし冬になると微生物は古代の炭素源に依存して生存し、それを大気中に放出することが明らかになった。
一方で、融解した永久凍土地域では植生の成長（一次生産）が増加する傾向がある。融解により植物がより深く根を張れるようになり、より大きく成長して炭素を吸収するからである。これは永久凍土の炭素排出を相殺する主要なフィードバックの一つとされる。しかし河川や水路のある地域では、落ち葉などの有機物が水路に流れ込み溶存有機炭素の濃度が上昇する上、温暖化にともない河川や海岸の侵食が進むことで、元は凍土であった土壌からの炭素流出がさらに加速する。
さらに永久凍土が融解した地域は山火事のリスクが高まる。火災は有機炭素を燃焼させ大量の炭素を大気中に放出するだけでなく、地表の有機物層を破壊する。地表の有機物層は土壌を断熱する役割を果たしているので、それが破壊されると土壌がさらされる太陽放射が増加する。その結果土壌の温度上昇や活性層厚さの増加が加速し土壌水分量の変化が生じ、土壌の好気性分解と嫌気性分解の比率が変化する。
セルゲイ・ジモフは、大型草食動物の減少がツンドラのエネルギーバランスを変化させ、永久凍土の融解を促進しているとする仮説を提唱し、シベリア北東部のプレイストシーン・パークでこの仮説の実験的検証を試みた。
また温暖化によりビーバーの生息域が北へ拡大している。ビーバーの作るダムは池を形成し、その池は熱を蓄え局所的な水循環を変化させ、永久凍土の融解を引き起こす。

### メタン排出

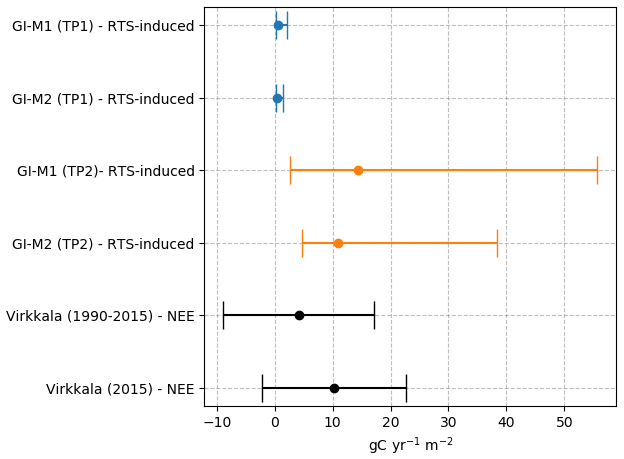
急激な永久凍土融解で炭素循環が加速し（オレンジ）、融解前の状態（青、黒）と比較して炭素放出が増加する。

北極圏の温暖化は、既存のメタン貯蔵庫からの放出を加速させるとともに、腐敗するバイオマスからのメタン生成（メタン生成菌によるメタン発酵）をも促進するが、それには厳密な嫌気性環境が必要である。2015年のレビューによれば、嫌気性の永久凍土サイトからの累積排出量は好気性サイトの75～85%低く、うちメタン排出は二酸化炭素排出量のわずか3～7%に過ぎない（炭素重量比）が、メタンは二酸化炭素の約80倍（20年間スケール値）の地球温暖化係数を持つため、この量でも嫌気性サイトによる温暖化影響は無視できない。さらに7年間の培養実験を実施した2018年の研究は、嫌気性サイトでメタン生成菌の微生物叢がいったん定着すると、メタン生成量は二酸化炭素生成量と同等になることを発見した。これは嫌気性の永久凍土融解サイトの温暖化への影響が従来の想定よりも大きいことを意味する。
メタン生成が起こる嫌気性環境として北極圏の湖（特に永久凍土の部分的融解で形成されるサーモカルスト湖） があり、湖の底から浮上するメタンの気泡が観察されることが多い。湖の堆積物や水中でメタンが酸化されることで、大気中に放出されるメタン量が抑えられる可能性もある。しかし2022年の観測では、サーモカルスト湖内で生成されたメタンの少なくとも50%は大気中に放散されていることが示された。
また永久凍土で支えられていた丘陵が侵食によって崩壊する後退性融解崩壊（retrogressive thaw slump、RTS）もメタン排出の主要なメカニズムの一つである。サーモカルスト湖の形成とRTSによる崩壊２つまとめて急激永久凍土融解（abrupt thaw）と記述され、従来のゆっくりとした凍土融解（1年に数センチメートル単位）とは異なり、数日で大量の土壌が微生物の呼吸にさらされることで、大規模な炭素排出を急激に引き起こす。この急激融解は2019年の調査で明らかになった。中程度の排出シナリオ（RCP4.5）では70年間安全とされていた永久凍土サイト３カ所が、すでに融解を開始していたことが確認されたのである。さらに2020年のシベリア熱波の影響で、北部タイミル半島のRTSが82箇所から1404箇所に17倍増加し、炭素動員量は１平方メートル１年間あたり平均11グラム炭素（範囲5–38グラム）と28倍に増加した。2025年には、シベリア・サハ共和国に1960年代に出現したバタガイカ・クレーターが直径1kmに達し、より深い永久凍土層が露出している。
従来の永久凍土炭素フィードバック（Permafrost carbon feedback、PCF） モデルは緩やかな永久凍土融解を前提とし、モデル化の困難さとメタン生成速度についての謝った仮定のため、急激融解の影響が考慮されていなかった。しかし2018年の研究は、サーモカルスト湖を考慮すると、急激融解は2100年までの炭素排出を2倍以上に増加させるとした。

また2020年の研究は、高い排出量シナリオ（RCP8.5）では、250万平方キロメートルの急激融解による排出量は、全永久凍土1800万平方キロメートルの緩慢な地表近くのみの融解による排出量と同等になるとした。結果として、2300年までに急激融解による追加排出は60–100ギガトン炭素に達し、排出量は単独の緩慢な融解の125–190%に増加すると見積もられている。

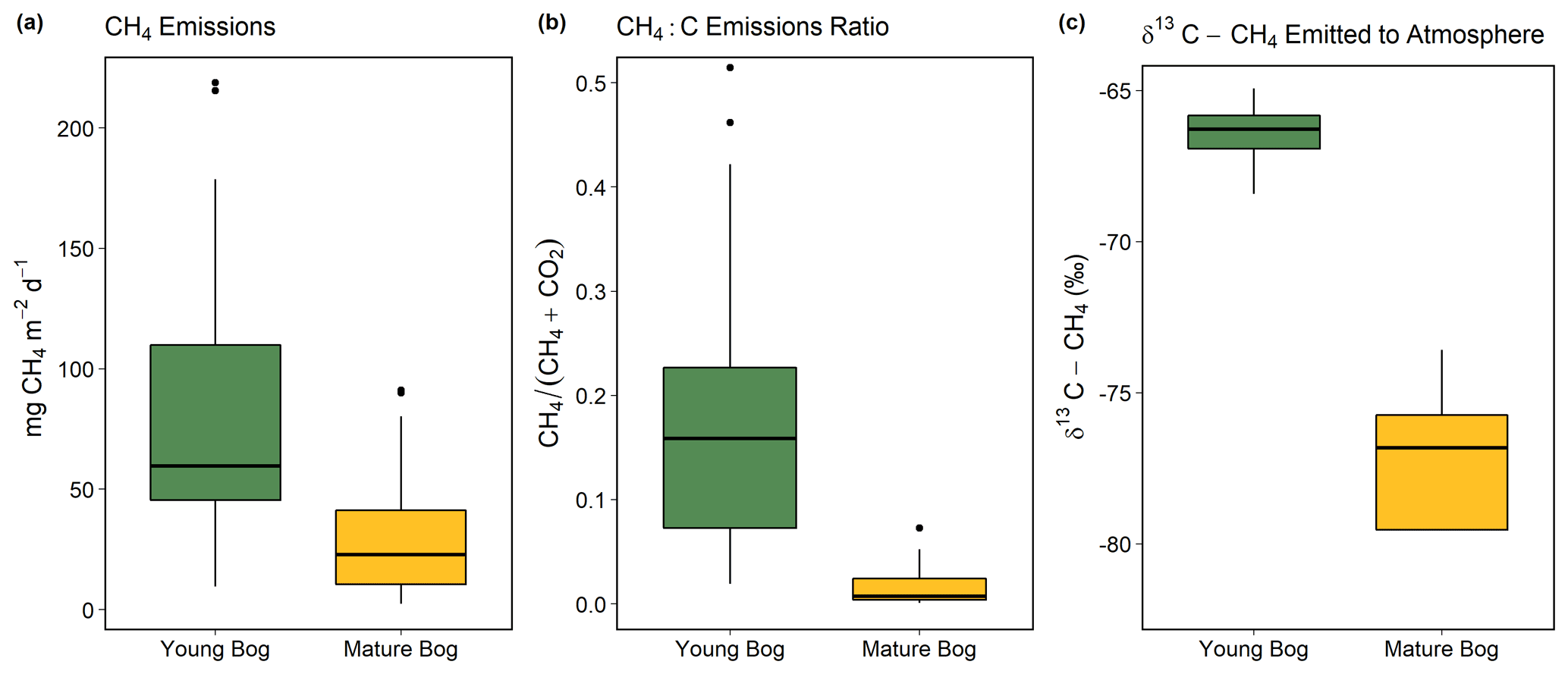
永久凍土が融解し湿地に転換したのちのメタン排出は、その湿地が成熟するにつれて減少する。緑色：若い湿地、オレンジ色：成熟湿地。

ただし融解した永久凍土環境でのメタン生成速度やその将来の変遷については、依然として科学的な議論が続いている。例えば2017年の研究は、頻繁にサーモカルスト湖が形成される融解泥炭地でも古代炭素由来のメタン排出は10%未満であり、残りは現代炭素の嫌気性分解であるとした。また2018年の研究は、サーモカルスト湿地の急速な泥炭形成による炭素吸収がメタン放出の増加を相殺する可能性を指摘した。また同年の別の研究は、サーモカルスト融解による炭素排出は限定的だが、森林火災後の排出は大幅に増加するとした。
永久凍土が融解した湿地では、その湿地が成熟するにつれてメタン排出が減少する。2022年の研究は、永久凍土由来の湿地のメタン排出は初期段階で1平方メートル1日あたりメタン82ミリグラムだったが、数十～百年の間に約3分の1に減少することを示した。

## 海底永久凍土

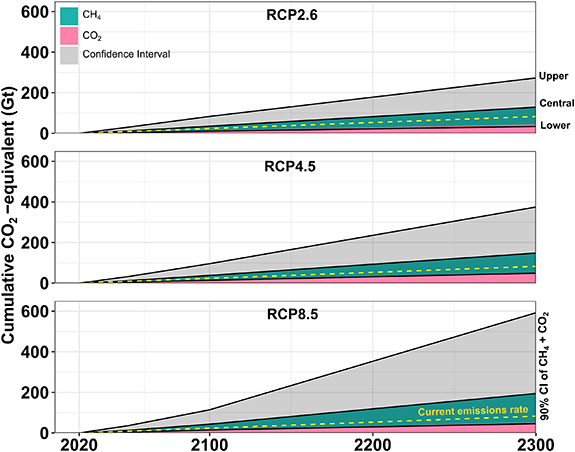
それぞれの代表濃度経路（RCP）シナリオにおける海底永久凍土からの二酸化炭素およびメタン（二酸化炭素換算量）の排出量の推移。

極地地域の大陸棚の海底下には海底永久凍土が存在する。これは最終氷期最盛期（LGM, 約26,500年前）に露出していた非氷床の大陸棚地域であり、現在は水没している地域として定義される。大量の有機物とメタンがそこに蓄積している。このメタン源はメタンクラスレートとは異なるが、地球の気候システム全体の様相とフィードバックに影響する。
現在の海底永久凍土の広がりは約200万平方キロメートル（陸上永久凍土の約5分の1規模）と推定されており、LGM以降30～50％縮小したとされる。そこには約560ギガトン炭素の有機物と45ギガトン炭素のメタンが含まれており、それぞれ年間18および38メガトン炭素が放出されている。これらの放出は約14,000年前のLGM後の長期的な温暖化と融解によるものであり、海底永久凍土システムは気候変動に対して数千年単位で応答するため、人為的な気候変動の影響が完全に表れるのは数百年から数千年後になると考えられている。
海底永久凍土からの炭素放出は、人為的な要因によって今後数世紀にわたり著しく加速する見込みである。高炭素排出シナリオRCP 8.5では、海底永久凍土領域から2100年までに43 ギガトン炭素、2300年までに190 ギガトン炭素が放出されるが、低炭素排出シナリオRCP 2.6でも排出量は30%しか減少しないと推定されている。

## 累積的影響の見積もり
2011年の初期のコンピュータ解析は、永久凍土からの炭素排出は人為的総排出の約15%に相当しうると示唆した。2018年の気候システムのティッピングポイントに関する展望記事は、地球の気温が約2℃上昇すると、永久凍土の融解がさらに追加で0.04–0.16℃の温暖化を引き起こすと推定した。2021年の別の研究では、大気中にさらに1000ギガトン炭素が排出された後に排出ゼロが達成されるシナリオでは（通常、この場合は最終排出後に温度が安定するか、ゆっくりと低下し始める）、永久凍土由来の炭素が50年後に0.02–0.14℃、100年後に0.04–0.21℃、500年後に0.12–0.49℃の温暖化をもたらすと推定した。しかしながらこれらの研究はいずれも急激融解を考慮に入れていない。
2020年の研究は、北部の永久凍土泥炭地（370万平方キロメートル）からの炭素排出が、2100年までの人為的な放射強制力の約1%に相当し、この割合は温暖化が1.5℃から6℃のどのシナリオであっても変わらないと推定した。
IPCC第6次評価報告書では、永久凍土から放出される二酸化炭素とメタンの総量は、気温が1℃上昇するごとに140億～1,750億トンの二酸化炭素に相当するとし、比較のため2019年時点の人為的な二酸化炭素排出量は年間約400億トンであったと述べている。

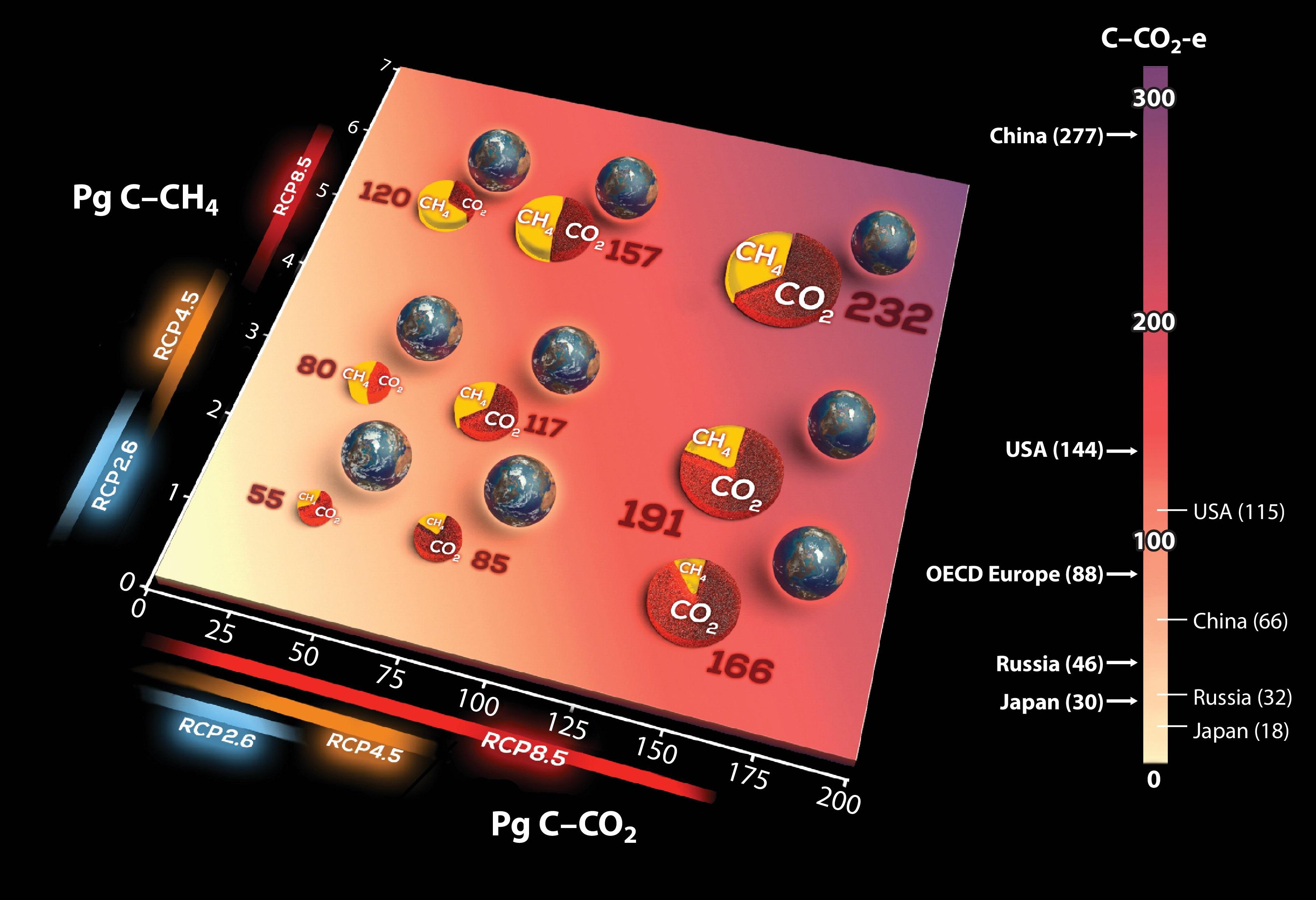
（左）21世紀における永久凍土融解による温室効果ガス排出の9つのシナリオ。低・中・高排出の代表的濃度経路（RCP）に対応する二酸化炭素（CO2）とメタン（CH4）の排出量の限定的・中間的・激甚的反応量が示されている。（右）示された各大国の換算二酸化炭素排出量。棒の右側はその国の産業革命以来の累積排出量、左側はその国が2019年時点の排出量を今後も変えない場合のその国の21世紀の累積排出量である。

気候ティッピングポイントの経済的影響に関する2021年の評価では、永久凍土炭素の排出により、炭素の社会的費用が約8.4%増加すると推定された。のちにこの見積もりはティッピングポイント全体の影響や高温化の影響を過小評価していると批判され、上の2021年評価の著者らは一部の指摘を受け入れた。
2021年著名な永久凍土研究者グループは、急激融解プロセスを含む永久凍土からの排出量の総推定値を発表した。これは2050年までにネットゼロを達成するための重要なマイルストーンとして、2030年までに人為的炭素排出を50%削減する必要があることを訴える一環として行われた。彼らの推定によると、2100年までの永久凍土からの総排出量は、気温上昇が1.5℃で1500～2000億トン、2℃で2200～3000億トン、4℃を超えると4000～5000億トンの二酸化炭素換算量に達する可能性がある。4000～5000億トン排出量は、パリ協定目標値1.5℃を維持するために当時残された炭素予算と同等である。
2022年に発表された大規模なレビューは、21世紀を通じた年間平均の永久凍土排出量は、温暖化を2℃未満に抑える目標が達成された場合は2019年のロシアの年間排出量と同程度、RCP4.5シナリオ（現在の排出軌道に近いと考えられ、気温上昇が3℃未満に抑えられるシナリオ）では西欧またはアメリカの2019年の年間排出量と同程度、地球温暖化が極めて深刻化し永久凍土フィードバックが最悪のケースに達した場合、その排出量は2019年の中国の年間排出量に匹敵するとした。
2022年に更新された気候ティッピングポイントの評価では、永久凍土急激融解が緩やかな融解速度を50%増加させ、1℃の気温上昇ごとに2100年までに140億トン、2300年までに350億トンの二酸化炭素換算排出を追加、これにより2100年までに1℃の気温上昇ごとに0.04℃、2300年までには0.11℃の追加温暖化が生じうる。また3℃から6℃の範囲（最も可能性が高いのは約4℃）の温暖化に達すると、永久凍土地域の大規模な崩壊が不可逆的になる可能性があり、その結果1750億～3500億トンの二酸化炭素換算排出が約50年（10～300年の範囲）にわたって追加され、0.2～0.4℃のさらなる温暖化をもたらすとした。

## 引用
1. 1 2 3  “Climate change. Permafrost and the global carbon budget”. Science 312 (5780):  1612–3. (June 2006). doi:10.1126/science.1128908. PMID 16778046.
2. 1 2  Schuur, Edward A. G.; Abbott, Benjamin W.; Commane, Roisin; Ernakovich, Jessica; Euskirchen, Eugenie; Hugelius, Gustaf; Grosse, Guido; Jones, Miriam et al. (2022-10-17). “Permafrost and Climate Change: Carbon Cycle Feedbacks From the Warming Arctic” (英語). Annual Review of Environment and Resources 47 (Volume 47, 2022):  343–371. doi:10.1146/annurev-environ-012220-011847. ISSN 1543-5938.
3. ↑  McGuire, A.D., Anderson, L.G., Christensen, T.R., Dallimore, S., Guo, L., Hayes, D.J., Heimann, M., Lorenson, T.D., Macdonald, R.W., and Roulet, N. (2009). “Sensitivity of the carbon cycle in the Arctic to climate change”. Ecological Monographs 79 (4):  523–555. Bibcode: 2009EcoM...79..523M. doi:10.1890/08-2025.1. hdl:11858/00-001M-0000-000E-D87B-C.
4. ↑  Duncombe, Jenessa (2020年6月24日). “The Ticking Time Bomb of Arctic Permafrost” (英語). Eos. 2025年1月24日閲覧。
5. ↑  Perrin, Sarah. “Permafrost: A ticking time bomb beneath our feet” (英語). phys.org. 2025年1月24日閲覧。
6. ↑  Simon, Matt (2023年4月22日). “汚染された永久凍土が、温暖化で融解する“時限爆弾”になっている：研究結果”. WIRED.jp. 2025年1月24日閲覧。
7. ↑  “「気候変動の時限爆弾」、惨状回避の時間切れ迫る 国連報告書が警鐘”. CNN.co.jp. 2025年1月24日閲覧。
8. ↑  Schuur, Edward A.G.; Abbott, Benjamin W.; Commane, Roisin; Ernakovich, Jessica; Euskirchen, Eugenie; Hugelius, Gustaf; Grosse, Guido; Jones, Miriam et al. (2022). “Permafrost and Climate Change: Carbon Cycle Feedbacks From the Warming Arctic”. Annual Review of Environment and Resources 47:  343–371. Bibcode: 2022ARER...47..343S. doi:10.1146/annurev-environ-012220-011847.
9. ↑  Colesie, Claudia; Walshaw, Charlotte V.; Garcia Sancho, Leopoldo; Davey, Matthew P.; Gray, Andrew (16 November 2022). “Antarctica's vegetation in a changing climate” (英語). WIREs Climate Change 14:  1–6. doi:10.1002/wcc.810.
10. 1 2 3  Tarnocai, C., Kimble, J., Broll, G. (2003). “Determining carbon stocks in Cryosols using the Northern and Mid Latitudes Soil Database”. In Phillips, Marcia; Springman, Sarah M; Arenson, Lukas U. Permafrost: Proceedings of the 8th International Conference on Permafrost, Zurich, Switzerland, 21–25 July 2003. London: Momenta. pp. 1129–34. ISBN 978-90-5809-584-8
11. 1 2 3  Bockheim, J.G. & Hinkel, K.M. (2007). “The importance of "Deep" organic carbon in permafrost-affected soils of Arctic Alaska”. Soil Science Society of America Journal 71 (6):  1889–92. Bibcode: 2007SSASJ..71.1889B. doi:10.2136/sssaj2007.0070N.  オリジナルの17 July 2009時点におけるアーカイブ。 2010年6月5日閲覧。.
12. 1 2 3 4  Tarnocai, C., Canadell, J.G., Schuur, E.A.G., Kuhry, P., Mazhitova, G., and Zimov, S. (2009). “Soil organic carbon pools in the northern circumpolar permafrost region”. Global Biogeochemical Cycles 23 (2):  GB2023. Bibcode: 2009GBioC..23.2023T. doi:10.1029/2008GB003327.
13. 1 2  Guo, L., Chien-Lu Ping, and Macdonald, R.W. (July 2007). “Mobilization pathways of organic carbon from permafrost to arctic rivers in a changing climate”. Geophysical Research Letters 34 (13):  L13603. Bibcode: 2007GeoRL..3413603G. doi:10.1029/2007GL030689.
14. 1 2  “Decomposition of old organic matter as a result of deeper active layers in a snow depth manipulation experiment”. Oecologia 163 (3):  785–92. (January 2010). Bibcode: 2010Oecol.163..785N. doi:10.1007/s00442-009-1556-x. PMC 2886135. PMID 20084398.
15. ↑  Anderson, D. A.; Bray, M. T.; French, H. M.; Shur, Y. (1 October 2004). “Syngenetic permafrost growth: cryostratigraphic observations from the CRREL tunnel near Fairbanks, Alaska” (英語). Permafrost and Periglacial Processes 15 (4):  339–347. Bibcode: 2004PPPr...15..339S. doi:10.1002/ppp.486. ISSN 1099-1530.
16. 1 2 3 4  Schuur, E.A.G., Bockheim, J., Canadell, J.G., Euskirchen, E., Field, C.B., Goryachkin, S.V., Hagemann, S., Kuhry, P., Lafleur, P.M., Lee, H., Mazhitova, G., Nelson, F.E., Rinke, A., Romanovsky, V.E., Skiklomanov, N., Tarnocai, C., Venevsky, S., Vogel, J.G., and Zimov, S.A. (2008). “Vulnerability of Permafrost Carbon to Climate Change: Implications for the Global Carbon Cycle”. BioScience 58 (8):  701–714. doi:10.1641/B580807.
17. 1 2  Hugelius, Gustaf; Loisel, Julie; Chadburn, Sarah (10 August 2020). “Large stocks of peatland carbon and nitrogen are vulnerable to permafrost thaw”. Proceedings of the National Academy of Sciences 117 (34):  20438–20446. Bibcode: 2020PNAS..11720438H. doi:10.1073/pnas.1916387117. PMC 7456150. PMID 32778585.
18. ↑  Hugelius, G.; Strauss, J.; Zubrzycki, S.; Harden, J. W.; Schuur, E. A. G.; Ping, C.-L.; Schirrmeister, L.; Grosse, G. et al. (2014-12-01). “Estimated stocks of circumpolar permafrost carbon with quantified uncertainty ranges and identified data gaps”. Biogeosciences 11 (23):  6573–6593. Bibcode: 2014BGeo...11.6573H. doi:10.5194/bg-11-6573-2014. ISSN 1726-4189.
19. 1 2  “Permafrost and the Global Carbon Cycle” (英語). Arctic Program (2019年10月31日). 2021年5月18日閲覧。
20. ↑  Mu, C.; Zhang, T.; Wu, Q.; Peng, X.; Cao, B.; Zhang, X.; Cao, B.; Cheng, G. (6 March 2015). “Editorial: Organic carbon pools in permafrost regions on the Qinghai–Xizang (Tibetan) Plateau”. The Cryosphere 9 (2):  479–486. Bibcode: 2015TCry....9..479M. doi:10.5194/tc-9-479-2015 2022年12月5日閲覧。.
21. 1 2 3 4 5  Fox-Kemper, B., H.T. Hewitt, C. Xiao, G. Aðalgeirsdóttir, S.S. Drijfhout, T.L. Edwards, N.R. Golledge, M. Hemer, R.E. Kopp, G.  Krinner, A. Mix, D. Notz, S. Nowicki, I.S. Nurhati, L. Ruiz, J.-B. Sallée, A.B.A. Slangen, and Y. Yu, 2021: Chapter 9: Ocean, Cryosphere and Sea Level Change. In Climate Change 2021: The Physical Science Basis. Contribution of Working Group I to the Sixth Assessment Report of the Intergovernmental Panel on Climate Change [Masson-Delmotte, V., P. Zhai, A. Pirani, S.L.  Connors, C. Péan, S. Berger, N. Caud, Y. Chen, L. Goldfarb, M.I. Gomis, M. Huang, K. Leitzell, E. Lonnoy, J.B.R. Matthews, T.K. Maycock, T. Waterfield, O. Yelekçi, R. Yu, and B. Zhou (eds.)]. Cambridge University Press, Cambridge, United Kingdom and New York, NY, USA, pp. 1211–1362, doi:10.1017/9781009157896.011.
22. 1 2  Douglas, Thomas A.; Turetsky, Merritt R.; Koven, Charles D. (24 July 2020). “Increased rainfall stimulates permafrost thaw across a variety of Interior Alaskan boreal ecosystems”. npj Climate and Atmospheric Science 3 (1):  5626. Bibcode: 2020npCAS...3...28D. doi:10.1038/s41612-020-0130-4.
23. ↑  Lim, Artem G.; Loiko, Sergey V.; Pokrovsky, Oleg S. (10 January 2023). “Interactions between organic matter and Fe oxides at soil micro-interfaces: Quantification, associations, and influencing factors”. Science of the Total Environment 3:  158710. doi:10.1016/j.scitotenv.2022.158710. PMID 36099954.
24. ↑  Patzner, Monique S.; Mueller, Carsten W.; Malusova, Miroslava; Baur, Moritz; Nikeleit, Verena; Scholten, Thomas; Hoeschen, Carmen; Byrne, James M. et al. (10 December 2020). “Iron mineral dissolution releases iron and associated organic carbon during permafrost thaw”. Nature Communications 11 (1):  6329. Bibcode: 2020NatCo..11.6329P. doi:10.1038/s41467-020-20102-6. PMC 7729879. PMID 33303752.
25. ↑  Lim, Artem G.; Loiko, Sergey V.; Pokrovsky, Oleg S. (2022). “Sizable pool of labile organic carbon in peat and mineral soils of permafrost peatlands, western Siberia”. Geoderma 409. Bibcode: 2022Geode.409k5601L. doi:10.1016/j.geoderma.2021.115601.
26. ↑  Oechel, Walter C.; Hastings, Steven J.; Vourlrtis, George; Jenkins, Mitchell et al. (1993). “Recent change of Arctic tundra ecosystems from a net carbon dioxide sink to a source”. Nature 361 (6412):  520–523. Bibcode: 1993Natur.361..520O. doi:10.1038/361520a0.
27. ↑  Natali, Susan M.; Watts, Jennifer D.; Rogers, Brendan M.; Potter, Stefano; Ludwig, Sarah M.; Selbmann, Anne-Katrin; Sullivan, Patrick F.; Abbott, Benjamin W. et al. (2019-10-21). “Large loss of CO2 in winter observed across the northern permafrost region”. Nature Climate Change 9 (11):  852–857. Bibcode: 2019NatCC...9..852N. doi:10.1038/s41558-019-0592-8. hdl:10037/17795. ISSN 1758-678X. PMC 8781060. PMID 35069807.
28. ↑  Forster, Piers; Storelvmo, Trude (2021). “Chapter 7: The Earth's Energy Budget, Climate Feedbacks, and Climate Sensitivity”. IPCC AR6 WG1 2021
29. ↑  Allen, Robert J.; Zhao, Xueying; Randles, Cynthia A.; Kramer, Ryan J.; Samset, Bjørn H.; Smith, Christopher J. (16 March 2023). “Surface warming and wetting due to methane's long-wave radiative effects muted by short-wave absorption”. Nature Geoscience 16 (4):  314–320. Bibcode: 2023NatGe..16..314A. doi:10.1038/s41561-023-01144-z.
30. ↑  Liu, Zhihua; Kimball, John S.; Ballantyne, Ashley P.; Parazoo, Nicholas C.; Wang, Wen J.; Bastos, Ana; Madani, Nima; Natali, Susan M. et al. (2019-10-21). “Respiratory loss during late-growing season determines the net carbon dioxide sink in northern permafrost regions”. Nature Communications 13 (1):  5626. doi:10.1038/s41467-022-33293-x. PMC 9512808. PMID 36163194.
31. ↑  Miner, Kimberley R.; Turetsky, Merritt R.; Malina, Edward; Bartsch, Annett; Tamminen, Johanna; McGuire, A. David; Fix, Andreas; Sweeney, Colm et al. (11 January 2022). “Permafrost carbon emissions in a changing Arctic”. Nature Reviews Earth & Environment 13 (1):  55–67. Bibcode: 2022NRvEE...3...55M. doi:10.1038/s43017-021-00230-3.
32. ↑  Estop-Aragonés, Cristian; Olefeldt, David (2 September 2020). “Assessing the Potential for Mobilization of Old Soil Carbon After Permafrost Thaw: A Synthesis of 14C Measurements From the Northern Permafrost Region”. Global Biogeochemical Cycles 34 (9). Bibcode: 2020GBioC..3406672E. doi:10.1029/2020GB006672.
33. ↑  Pedron, Shawn A.; Welker, J. M.; Euskirchen, E. S.; Klein, E. S.; Walker, J. C.; Xu, X.; Czimczik, C. I. (14 March 2022). “Closing the Winter Gap—Year-Round Measurements of Soil CO2 Emission Sources in Arctic Tundra”. Geophysical Research Letters 49 (6). Bibcode: 2022GeoRL..4997347P. doi:10.1029/2021GL097347.
34. ↑  Meyers-Smith, I.H., McGuire, A.D., Harden, J.W., Chapin, F.S. (2007). “Influence of disturbance on carbon exchange in a permafrost collapse and adjacent burned forest”. Journal of Geophysical Research 112 (G4):  G04017. Bibcode: 2007JGRG..112.4017M. doi:10.1029/2007JG000423.
35. ↑  S.A. Zimov, N.S. Zimov, A.N. Tikhonov, F.S. Chapin III (2012年). “Mammoth steppe: a high-productivity phenomenon”.   In: Quaternary Science Reviews, vol. 57, 4 December 2012, p. 42 fig.17. 2016年3月4日時点のオリジナルよりアーカイブ。2014年10月17日閲覧。
36. ↑  Sergey A. Zimov (6 May 2005): "Pleistocene Park: Return of the Mammoth's Ecosystem." Archived 2017-02-20 at the Wayback Machine. In: Science, pages 796–798. Article also to be found in www.pleistocenepark.ru/en/ – Materials. Archived 2016-11-03 at the Wayback Machine. Retrieved 5 May 2013.
37. ↑  Milman, Oliver (2022年1月4日). “Dam it: beavers head north to the Arctic as tundra continues to heat up”. The Guardian.  オリジナルの2022年1月4日時点におけるアーカイブ。
38. 1 2  Bernhard, Philipp; Zwieback, Simon; Hajnsek, Irena (2 May 2022). “Accelerated mobilization of organic carbon from retrogressive thaw slumps on the northern Taymyr Peninsula”. The Cryosphere 16 (7):  2819–2835. Bibcode: 2022TCry...16.2819B. doi:10.5194/tc-16-2819-2022.
39. ↑  Walter, K. M.; Chanton, J. P.; Chapin, F. S.; Schuur, E. A. G.; Zimov, S. A. (2008). “Methane production and bubble emissions from arctic lakes: Isotopic implications for source pathways and ages”. Journal of Geophysical Research 113 (G3):  G00A08. Bibcode: 2008JGRG..113.0A08W. doi:10.1029/2007JG000569.
40. ↑  Schuur, E. A. G.; McGuire, A. D.; Schädel, C.; Grosse, G.; Harden, J. W. (9 April 2015). “Climate change and the permafrost carbon feedback”. Nature 520 (7546):  171–179. Bibcode: 2015Natur.520..171S. doi:10.1038/nature14338. hdl:1874/330256. PMID 25855454.
41. ↑  Pfeiffer, Eva-Maria; Grigoriev, Mikhail N.; Liebner, Susanne; Beer, Christian; Knoblauch, Christian (April 2018). “Methane production as key to the greenhouse gas budget of thawing permafrost”. Nature Climate Change 8 (4):  309–312. Bibcode: 2018NatCC...8..309K. doi:10.1038/s41558-018-0095-z. ISSN 1758-6798.
42. ↑  Walter, KM; Zimov, SA; Chanton, JP; Verbyla, D et al. (7 September 2006). “Methane bubbling from Siberian thaw lakes as a positive feedback to climate warming”. Nature 443 (7107):  71–75. Bibcode: 2006Natur.443...71W. doi:10.1038/nature05040. PMID 16957728.
43. ↑  Gillis, Justin (2011年12月16日). “As Permafrost Thaws, Scientists Study the Risks”. The New York Times 2011年12月17日閲覧。
44. ↑  Vigderovich, Hanni; Eckert, Werner; Elul, Michal; Rubin-Blum, Maxim; Elvert, Marcus; Sivan, Orit; Czimczik, C. I. (2 May 2022). “Long-term incubations provide insight into the mechanisms of anaerobic oxidation of methane in methanogenic lake sediments”. Geophysical Research Letters 19 (8). Bibcode: 2022GeoRL..4997347P. doi:10.1029/2021GL097347.
45. ↑  Pellerin, André; Lotem, Noam; Anthony, Katey Walter; Russak, Efrat Eliani; Hasson, Nicholas; Røy, Hans; Chanton, Jeffrey P.; Sivan, Orit (4 March 2022). “Methane production controls in a young thermokarst lake formed by abrupt permafrost thaw”. Global Change Biology 28 (10):  3206–3221. Bibcode: 2022GCBio..28.3206P. doi:10.1111/gcb.16151. PMC 9310722. PMID 35243729.
46. ↑  Turetsky, Merritt R. (2019-04-30). “Permafrost collapse is accelerating carbon release”. Nature 569 (7754):  32–34. Bibcode: 2019Natur.569...32T. doi:10.1038/d41586-019-01313-4. PMID 31040419.
47. ↑  “Scientists shocked by Arctic permafrost thawing 70 years sooner than predicted” (英語). The Guardian. (2019年6月18日). ISSN 0261-3077 2019年7月2日閲覧。
48. ↑  “永久凍土の融解でシベリアの「地獄の入り口」が拡大中、直径1kmに | Forbes JAPAN 公式サイト（フォーブス ジャパン）”. forbesjapan.com. 2025年7月2日閲覧。
49. 1 2 3  Turetsky, Merritt R.; Abbott, Benjamin W.; Jones, Miriam C.; Anthony, Katey Walter; Olefeldt, David; Schuur, Edward A. G.; Grosse, Guido; Kuhry, Peter et al. (February 2020). “Carbon release through abrupt permafrost thaw”. Nature Geoscience 13 (2):  138–143. Bibcode: 2020NatGe..13..138T. doi:10.1038/s41561-019-0526-0. ISSN 1752-0894.
50. 1 2  Walter Anthony, Katey; Schneider von Deimling, Thomas; Nitze, Ingmar; Frolking, Steve; Emond, Abraham; Daanen, Ronald; Anthony, Peter; Lindgren, Prajna et al. (2018-08-15). “21st-century modeled permafrost carbon emissions accelerated by abrupt thaw beneath lakes”. Nature Communications 9 (1):  3262. Bibcode: 2018NatCo...9.3262W. doi:10.1038/s41467-018-05738-9. ISSN 2041-1723. PMC 6093858. PMID 30111815.
51. ↑  “Permafrost collapse is accelerating carbon release”. Nature 569 (7754):  32–34. (May 2019). Bibcode: 2019Natur.569...32T. doi:10.1038/d41586-019-01313-4. PMID 31040419.
52. 1 2  Heffernan, Liam; Cavaco, Maria A.; Bhatia, Maya P.; Estop-Aragonés, Cristian; Knorr, Klaus-Holger; Olefeldt, David (24 June 2022). “High peatland methane emissions following permafrost thaw: enhanced acetoclastic methanogenesis during early successional stages”. Biogeosciences 19 (8):  3051–3071. Bibcode: 2022BGeo...19.3051H. doi:10.5194/bg-19-3051-2022.
53. ↑  Cooper, M.; Estop-Aragonés, C.; Fisher, J. (26 June 2017). “Limited contribution of permafrost carbon to methane release from thawing peatlands”. Nature Climate Change 7 (7):  507–511. Bibcode: 2017NatCC...7..507C. doi:10.1038/nclimate3328.
54. ↑  Estop-Aragonés, Cristian; Cooper, Mark D.A.; Fisher, James P. (March 2018). “Limited release of previously-frozen C and increased new peat formation after thaw in permafrost peatlands”. Soil Biology and Biochemistry 118:  115–129. Bibcode: 2018SBiBi.118..115E. doi:10.1016/j.soilbio.2017.12.010.
55. ↑  Estop-Aragonés, Cristian (13 August 2018). “Respiration of aged soil carbon during fall in permafrost peatlands enhanced by active layer deepening following wildfire but limited following thermokarst”. Environmental Research Letters 13 (8):  085002. Bibcode: 2018ERL....13h5002E. doi:10.1088/1748-9326/aad5f0.
56. 1 2 3  Sayedi, Sayedeh Sara; Abbott, Benjamin W; Thornton, Brett F; Frederick, Jennifer M; Vonk, Jorien E; Overduin, Paul; Schädel, Christina; Schuur, Edward A G et al. (2020-12-01). “Subsea permafrost carbon stocks and climate change sensitivity estimated by expert assessment”. Environmental Research Letters 15 (12):  B027-08. Bibcode: 2020AGUFMB027...08S. doi:10.1088/1748-9326/abcc29. ISSN 1748-9326.
57. ↑  IPCC AR4 (2007年). “Climate Change 2007: Working Group I: The Physical Science Basis”. 2014年4月13日時点のオリジナルよりアーカイブ。2014年4月12日閲覧。
58. ↑  Gillis, Justin (2011年12月16日). “As Permafrost Thaws, Scientists Study the Risks”. The New York Times.  オリジナルの2017年5月19日時点におけるアーカイブ。 2017年2月11日閲覧。
59. ↑  Schellnhuber, Hans Joachim; Winkelmann, Ricarda; Scheffer, Marten; Lade, Steven J.; Fetzer, Ingo; Donges, Jonathan F.; Crucifix, Michel; Cornell, Sarah E. et al. (2018). “Trajectories of the Earth System in the Anthropocene”. Proceedings of the National Academy of Sciences 115 (33):  8252–8259. Bibcode: 2018PNAS..115.8252S. doi:10.1073/pnas.1810141115. ISSN 0027-8424. PMC 6099852. PMID 30082409.
60. ↑  MacDougall, Andrew H. (10 September 2021). “Estimated effect of the permafrost carbon feedback on the zero emissions commitment to climate change”. Biogeosciences 18 (17):  4937–4952. Bibcode: 2021BGeo...18.4937M. doi:10.5194/bg-18-4937-2021.
61. ↑  Schuur, Edward A. G.; Abbott, Benjamin W.; Commane, Roisin; Ernakovich, Jessica; Euskirchen, Eugenie; Hugelius, Gustaf; Grosse, Guido; Jones, Miriam et al. (2022-10-17). “Permafrost and Climate Change: Carbon Cycle Feedbacks From the Warming Arctic” (英語). Annual Review of Environment and Resources 47 (Volume 47, 2022):  343–371. doi:10.1146/annurev-environ-012220-011847. ISSN 1543-5938.
62. ↑  Dietz, Simon; Rising, James; Stoerk, Thomas; Wagner, Gernot (24 August 2021). “Economic impacts of tipping points in the climate system”. Proceedings of the National Academy of Sciences 118 (34):  e2103081118. Bibcode: 2021PNAS..11803081D. doi:10.1073/pnas.2103081118. PMC 8403967. PMID 34400500.
63. ↑  Keen, Steve; Lenton, Timothy M.; Garrett, Timothy J.; Rae, James W. B.; Hanley, Brian P.; Grasselli, Matheus (19 May 2022). “Estimates of economic and environmental damages from tipping points cannot be reconciled with the scientific literature”. Proceedings of the National Academy of Sciences 119 (21):  e2117308119. Bibcode: 2022PNAS..11917308K. doi:10.1073/pnas.2117308119. PMC 9173761. PMID 35588449.
64. ↑  Dietz, Simon; Rising, James; Stoerk, Thomas; Wagner, Gernot (19 May 2022). “Reply to Keen et al.: Dietz et al. modeling of climate tipping points is informative even if estimates are a probable lower bound”. Proceedings of the National Academy of Sciences 119 (21):  e2201191119. Bibcode: 2022PNAS..11901191D. doi:10.1073/pnas.2201191119. PMC 9173815. PMID 35588452.
65. ↑  “Carbon Emissions from Permafrost” (英語). 50x30 (2021年). 2022年10月8日閲覧。
66. ↑  Armstrong McKay, David; Abrams, Jesse; Winkelmann, Ricarda; Sakschewski, Boris; Loriani, Sina; Fetzer, Ingo; Cornell, Sarah; Rockström, Johan et al. (9 September 2022). “Exceeding 1.5°C global warming could trigger multiple climate tipping points” (英語). Science 377 (6611):  eabn7950. doi:10.1126/science.abn7950. hdl:10871/131584. ISSN 0036-8075. PMID 36074831.
67. ↑  Armstrong McKay, David (2022年9月9日). “Exceeding 1.5°C global warming could trigger multiple climate tipping points – paper explainer” (英語). climatetippingpoints.info. 2022年10月2日閲覧。